# Peter Moeskops
Peter Moeskops, également prénommé Piet, était un coureur cycliste néerlandais né le 14 novembre 1893 à Loosduinen et décédé le 15 novembre 1964 à La Haye. Il fut à cinq reprises champion du monde de vitesse et a participé aux Jeux olympiques de 1924 à Paris.

## Palmarès

### Championnats du monde
- Copenhague 1921
  -  Champion du monde de vitesse
- Paris 1922
  -  Champion du monde de vitesse
- Zuric 1923
  -  Champion du monde de vitesse
- Paris 1924
  -  Champion du monde de vitesse
- Amsterdam 1925
  - 4e de la vitesse
- Milan-Turin 1926
  -  Champion du monde de vitesse
- Cologne-Elberfeld 1927
  - 4e de la vitesse
- Budapest 1928
  - 4e de la vitesse
- Zurich 1929
  -  Vice-champion du monde de vitesse
- Bruxelles 1930
  -  Vice-champion du monde de vitesse

### Championnats nationaux
- Champion des Pays-Bas de vitesse indépendants : 1914
- Champion des Pays-Bas de vitesse en 1917, 1920, 1921, 1922, 1923, 1927, 1929, 1930, 1931 et 1932 (2e en 1918, 1919, 1926 et 1933)
- Champion des Pays-Bas de poursuite par équipes : 1929

### Grands Prix
- Grand Prix de Bordeaux : 1922
- Grand Prix de l'U.V.I. en 1924[1]
- Grand Prix de l'UCI en 1927
- Grand Prix de l'UVF en 1923 et 1930 (2e : 1927 et 3e : 1922)
- Grand Prix de Buffalo : 1923
- Grand Prix de Noël : 1922 et 1927
- Grand Prix de Copenhague : 1928
- Grand Prix du Conseil municipal : 1929

## Sources
- Encyclopédie mondiale du cyclisme (Editions Eecloonaar)